# Finale UEFA Europa League 2019
De UEFA Europa Leaguefinale van het seizoen 2018/19 was de tiende finale in de geschiedenis van het toernooi. De wedstrijd werd gespeeld op 29 mei 2019 in het Olympisch Stadion in Bakoe. Met Chelsea en Arsenal stonden er twee Londense (en dus twee Engelse teams) tegenover elkaar. Chelsea won de finale met 4-1.
Voor het eerst zou de VAR bij een Europa League-wedstrijd zijn.

## Organisatie
Op 20 september 2017 koos de UEFA Executive Committee het Olympisch Stadion in Bakoe als locatie voor de Europa League-finale in 2019.
Pierre van Hooijdonk is de ambassadeur van de finale. Zelf won hij de finale in 2002 met Feyenoord tegen Borussia Dortmund (3–2), waarin hij twee keer scoorde.

## Voorgeschiedenis
Chelsea zou voor de tweede keer de finale van de Europa League spelen. In 2013 werd er met 2-1 gewonnen van Benfica. Ook hebben ze al een keer gespeeld in de finale van de Champions League in 2008 en in 2012. De eerste werd verloren van Manchester United, de tweede werd gewonnen van Bayern München. Ook hebben ze al twee keer in de finale van de Europacup II gestaan. Beide wedstrijden werden gewonnen van Real Madrid en VfB Stuttgart. Ook voor Arsenal is het de tweede Europa League-finale. In 2000 werd er na een strafschoppenserie verloren van Galatasaray. Eerder stonden ze ook al in een Champions League-finale. In 2006 was FC Barcelona te sterk. En ook Arsenal stond al in de finale van de Europacup II. In 1994 werd er gewonnen van Parma en in 1980 en 1995 werd er verloren van Valencia en Real Zaragoza.

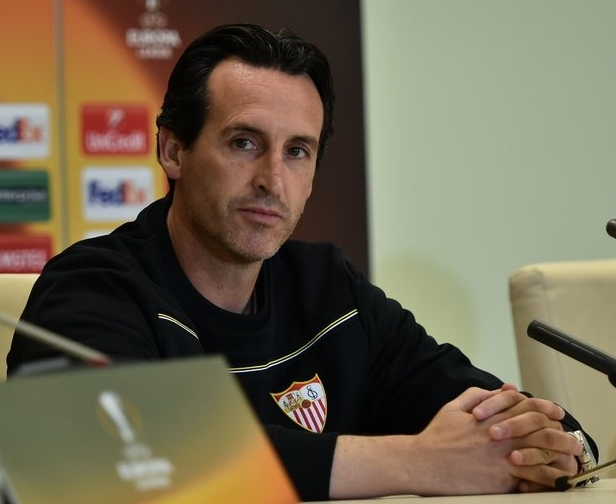
Het is de vierde Europa League-finale voor Unai Emery

Beide teams troffen elkaar al 197 keer. In 2004 was dat in Europees verband, toen ze elkaar tegenkwamen in de kwartfinale van de Champions League. De heenwedstrijd eindigde in een gelijkspel, de tweede werd gewonnen door Chelsea, dat een ronde later uitgeschakeld zal worden door AS Monaco. Al drie keer ontmoetten de Londense clubs elkaar in de finale. Twee FA Cupfinales werden gewonnen door Arsenal, in 2002 en in 2017. De EFL Cup ging in 2007 naar Chelsea. Ook was het niet de eerste keer dat ze tegen elkaar spelen in het seizoen 2018/19. In de Premier League deden ze dat ook al twee keer. Beide teams wonnen hun thuiswedstrijd. In alle wedstrijden tussen Arsenal en Chelsea wonnen 'the Gunners' al 76 keer en 'the Blues' 63 keer.
Voor beide trainers van de clubs was het hun eerste seizoen bij de Engelse club en konden ze allebei hun eerste prijs met hun team pakken. Arsenal's Unai Emery stond al drie keer langs de lijn bij de eindstrijd van de Europa League. Drie keer op rij won hij de prijs met het Spaanse Sevilla. Chelsea's Maurizio Sarri heeft ook met andere teams nog geen prijs gewonnen. Wel stond hij in de finale van de EFL Cup met Chelsea, die na strafschoppen verloren werd van Manchester City.
Het was de tweede keer dat beide teams in de finale van de Europa League Engels zijn. Bij de eerste editie in 1972 stonden Wolverhampton Wanderers en Tottenham Hotspur tegenover elkaar. De laatste keer dat beide teams in de Europa League-finale uit één land kwam, was in 2012 toen Atlético Madrid Athletic Bilbao versloeg. Doordat Tottenham Hotspur en Liverpool in de Champions League-finale stonden, was het voor het eerst dat alle vier de finalisten van de Europese finales uit één land komen. Het was ook voor het eerst dat de finalisten in de finale van de Europa League uit dezelfde stad komen.

## Route naar de finale
| Pos. | Land          | GW | W | G | V | DV | DT | +/− | Ptn. |
| ---- | ------------- | -- | - | - | - | -- | -- | --- | ---- |
| 1    | Chelsea       | 6  | 5 | 1 | 0 | 12 | 3  | +9  | 16   |
| 2    | BATE Borisov  | 6  | 3 | 0 | 3 | 9  | 9  | 0   | 9    |
| 3    | MOL Vidi      | 6  | 2 | 1 | 3 | 5  | 7  | –2  | 7    |
| 4    | PAOK Saloniki | 6  | 1 | 0 | 5 | 5  | 12 | –7  | 3    |

| Pos. | Land              | GW | W | G | V | DV | DT | +/− | Ptn. |
| ---- | ----------------- | -- | - | - | - | -- | -- | --- | ---- |
| 1    | Arsenal           | 6  | 5 | 1 | 0 | 17 | 9  | +8  | 16   |
| 2    | Sporting Lissabon | 6  | 4 | 1 | 1 | 9  | 7  | +2  | 13   |
| 3    | Vorskla Poltava   | 6  | 1 | 0 | 5 | 2  | 13 | –9  | 3    |
| 4    | Qarabağ           | 6  | 1 | 0 | 5 | 4  | 13 | –11 | 3    |

### Chelsea

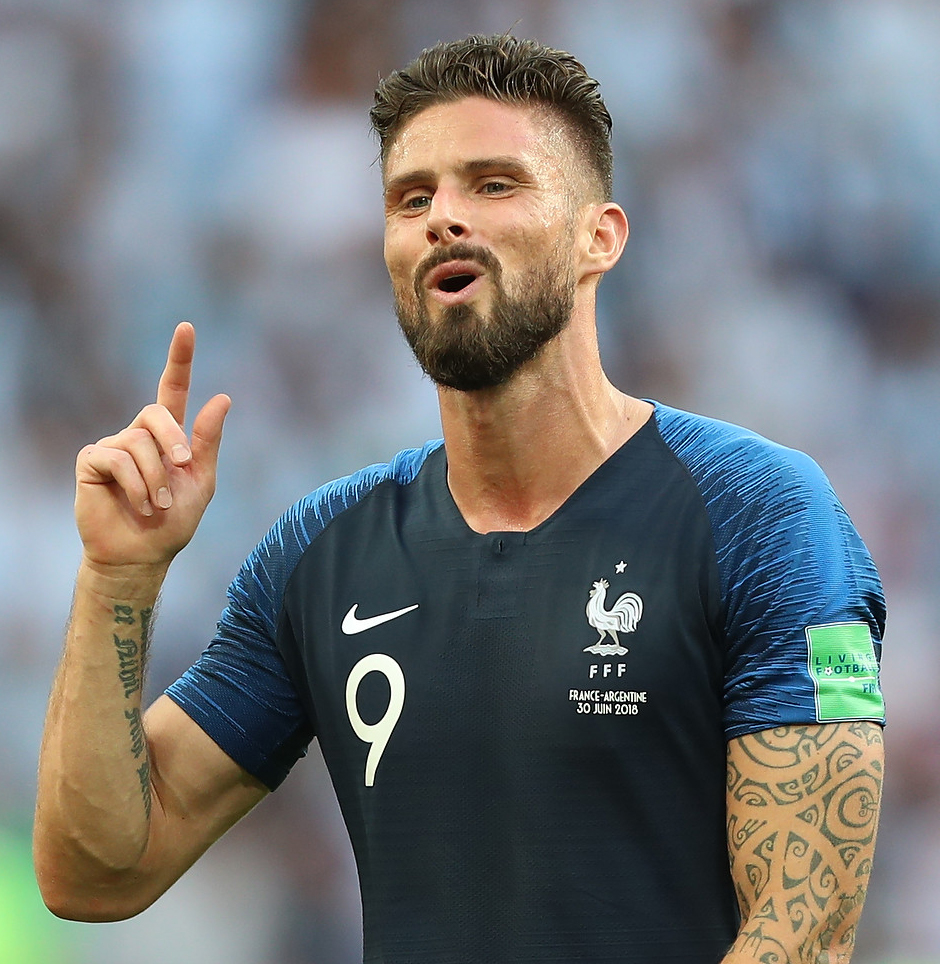
Onderweg naar de finale is Giroud gedeeld topscorer van het toernooi.

Chelsea trapte hun Europese seizoen af met een wedstrijd in Griekenland tegen PAOK Saloniki. Willian scoorde al vroeg in de wedstrijd, later bleek dit genoeg voor een minimale overwinning voor Chelsea. Dezelfde uitslag van 1-0 stond op het scorebord na de thuiswedstrijd tegen MOL Vidi. Morata was de doelpuntenmaker. Loftus-Cheek was belangrijk in de tweede thuiswedstrijd van Chelsea. Hij scoorde alle drie de doelpunten tegen BATE Borisov, dat zelf ook eenmaal scoorde via Alyaksey Ryas. In de uitwedstrijd tegen de Wit-Russische ploeg was Giroud belangrijk voor de Londenaren, doordat hij het enige doelpunt van de wedstrijd scoorde en daarmee er ook voor zorgde dat Chelsea zeker was van Europese overwintering. Diezelfde Giroud scoorde ook twee keer in de thuiswedstrijd tegen PAOK Saloniki, waar Chatsjeridi een snelle rode kaart kreeg. Hudson-Odoi en Morata scoorden allebei ook eenmaal in die wedstrijd. Chelsea sloot de groepsfase af met een 2-2 gelijkspel met MOL Vidi. Willian zette Chelsea op voorsprong, maar de Hongaarse ploeg werkte dat weg met een eigen doelpunt van Ampadu. Vervolgens kwam Chelsea voor het eerst in het toernooi zelfs op achterstand door Nego. Maar Giroud's vierde doelpunt van het toernooi zorgde er voor dat Chelsea de ongeslagen status behield. In de 1/16 finale werd Chelsea gekoppeld met Malmö. In de heenwedstrijd zorgden Barkley en Giroud voor twee uitdoelpunten. De thuisploeg scoorde ook één keer met Christiansen. Ook in Londen scoorden de Engels- en Fransman. Ook Hudson-Odoi scoorde. Bij de Zweedse ploeg werd er niet gescoord, maar kreeg Bengtsson wel twee gele kaarten en dus een rode kaart. In de 1/8 finale was Dynamo Kiev de tegenstander. In de thuiswedstrijd zette Chelsea al een grote stap naar de kwartfinale door met 3-0 te winnen (Pedro, Willian en Hudson-Odoi vonden het net). In de uitwedstrijd maken 'the Blues' het af door met 5-0 te winnen. Giroud scoorde een hattrick en Marcos Alonso en Hudson-Odoi waren ook verantwoordelijk voor ieder een doelpunt. In de kwartfinale was Slavia Praag de tegenstander. In Tsjechië scoorde Marcos Alonso een laat doelpunt, wat genoeg was voor de winst. In de thuiswedstrijd ging het begin makkelijker en stonden ze na 17 minuten al met 3-0 voor. Tien minuten later hadden beide ploegen weer gescoord. In de tweede helft scoorde Petr Ševčík twee keer voor Slavia Praag, maar groot gevaar kwam er niet. De laatste horde voor de finale was Eintracht Frankfurt. Zowel de uit- als thuiswedstrijd eindigde in een 1-1 gelijkspel. Voor de Duitse club scoorde Jović de doelpunten, voor Chelsea waren dat Pedro en Loftus-Cheek. Chelsea won de strafschoppenserie ondanks dat Azpilicueta miste.

### Arsenal

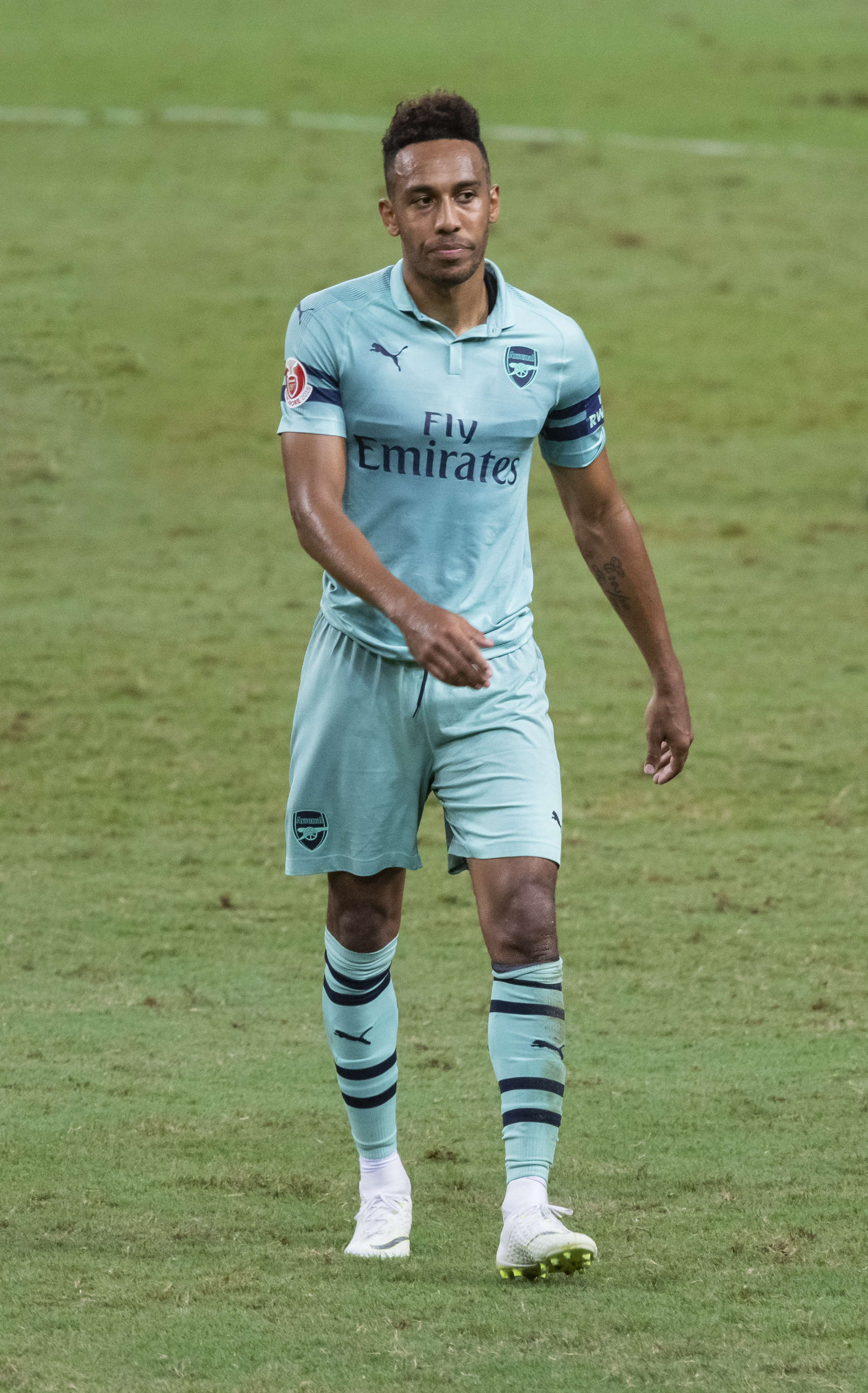
Aubameyang is Arsenal's topscorer in de Europa League voor de finale.

Arsenal werd ingedeeld bij groep E met o.a. Vorskla Poltava, waartegen Arsenal haar eerste wedstrijd speelde. Aubameyang, Welbeck en Özil zorgden voor een 4-0 voorsprong voor Arsenal. Ze incasseerden in de slotfase echter nog wel twee keer waardoor de 4-2 eindstand op het scorebord stond. Tegen Qarabağ lukte het Arsenal wederom om drie punten te pakken, en dit keer ook om een 'clean sheet' te houden. Sokratis, Smith Rowe en Guendouzi waren de doelpuntenmakers. Arsenal hield de 100% score in de uitwedstrijd tegen Sporting Lissabon dankzij een enkel doelpunt van Welbeck. In de thuiswedstrijd tegen die club liet Arsenal punten liggen. De rode kaart van Mathieu was de hoogtepunt van het doelpuntloze duel. Wel was het genoeg voor een ticket naar de knock-outfase van het toernooi. Tegen Vorskla Poltava werd de wedstrijd in de eerste helft gewonnen dankzij Smith Rowe, een strafschop van Aaron Ramsey en Willock. Arsenal sloot de groepsfase af met een 1-0 thuisoverwinning op Qarabağ door een doelpunt van Lacazette. De eerste tegenstander in de knock-outfase voor Arsenal was BATE Borisov. De heenwedstrijd werd zonder uitdoelpunten verloren. Stanislav Dragun scoorde voor de Wit-Russische club. De wedstrijd werd afgesloten met tien man, omdat Lacazette nog een rode kaart te zien kreeg. In de thuiswedstrijd werd die achterstand snel goed gemaakt, met dank aan Zakhar Volkoc (eigen doelpunt). Mustafi en Sokratis maakten aan alle problemen een einde door te scoren. Met een 3-1 winst over twee wedstrijden plaatst Arsenal zich voor de 1/8 waar Stade Rennais de tegenstander was. Ook in deze ronde werd de uitwedstrijd verloren, ondanks een snel doelpunt van Iwobi. Nog in de eerste helft kreeg Sokratis twee gele kaarten (en dus een rode kaart), en scoorde Bourigeaud. In de tweede helft werkte Monreal de bal in eigen doel en scoorde Sarr het derde doelpunt voor de Franse club. Wederom maakte Arsenal dit in de thuiswedstrijd goed. Aubameyang (2x) en Maitland-Niles waren verantwoordelijk voor de doelpunten. Arsenal werd gekoppeld met Napoli bij de laatste acht teams. Bij de eerste wedstrijd stond de eindstand al vrij vroeg op het scorebord. Binnen een half uur had Arsenal er twee gemaakt via Ramsey en Koulibaly (eigen doelpunt). In de terugwedstrijd maakte Arsenal het af met een benutte vrije trap van Lacazette. De laatste horde naar Bakoe was Valencia. De Spaanse ploeg kwam op een voorsprong in het Emirates Stadium via Diakhaby. Lacazette boog echter de achterstand om in een 2-1 voorsprong. Aubameyang gaf het slotakkoord van de wedstrijd. Ook in Oost-Spanje kwam Valencia op voorsprong, dit keer was Gameiro de speler die het net raakte. Later in de wedstrijd scoorde hij nog een keer, maar dat was nadat Aubameyang en Lacazette ook al gescoord hadden. Het doelpunt van de Gabonese spits was het begin van zijn hattrick.

## Wedstrijdverloop

### Eerste helft
Bij Chelsea stond Kanté in de basis, waar voor de wedstrijd nog over getwijfeld werd. Arsenal begon met Čech in doel in zijn laatste wedstrijd als profvoetballer. Het was wachten op kansen in het eerste deel van de wedstrijd. In de achtste minuut kreeg Aubameyang een kans, maar de Gabonese spits schoot voorlangs. Ook in de 27e minuut was er een mogelijkheid voor Arsenal. Xhaka haalde uit vanaf 25 meter en de bal schampte de lat. Weer later hoopte Arsenal op een strafschop nadat Lacazette op de grond terecht kwam, maar scheidsrechter Rocchi gaf hem niet. Na het half uur kreeg Chelsea de kansen. Emerson schoot op de vuisten van Cech. Dezelfde doelman redde later ook op een inzet van Giroud, laag in de hoek. De eerste helft was niet met veel spektakel, bij rust was 0-0 de tussenstand.

### Tweede helft
Chelsea kwam goed de kleedkamer uit. Drie minuten na de rust kopte Giroud de lage voorzet van Emerson binnen en scoorde daarmee tegen zijn oude team. Toen de klok op een uur stond, verdubbelde Pedro de stand. Vijf minuten later kregen 'the Blues' een penalty nadat Mailtland-Niles Giroud naar de grond werkte. Hazard schoot raak vanaf elf meter. Na dat doelpunt moesten Torreira en Nacho Monreal plaats maken voor Guendouzi en Iwobi bij Arsenal. Die laatste hield de Arsenal-droom in leven door een mooie treffer te scoren. Maar even later werd het verschil weer drie doordat Hazard niet faalde oog in oog met Cech. Vlak voor het doelpunt werd Pedro naar de kant gehaald voor Willian. Ook Kovačić speelde de wedstrijd niet uit, Barkley kwam in zijn plaats bij Chelsea. De Braziliaan kreeg nog een mogelijkheid voor een vijfde doelpunt, maar Cech voorkwam een grotere achterstand voor 'the Gunners'. Als laatste wissel kreeg Hazard een publiekswissel. De eindstand was 4-1 voor Chelsea, dat voor de tweede keer in haar historie de Europa League won.

## Wedstrijddetails
|                   |                                      |       |           |                                                                   |
| 29 mei 2019 21:00 | Chelsea                              | 4 – 1 | Arsenal   | Olympisch Stadion, Bakoe Scheidsrechter: Gianluca Rocchi (Italië) |
| 29 mei 2019 21:00 | Giroud 49' Pedro 60' Hazard 65', 72' |       | 69' Iwobi | Olympisch Stadion, Bakoe Scheidsrechter: Gianluca Rocchi (Italië) |

| Chelsea | Arsenal |